# Tanja Gabriele Baudson
Tanja Gabriele Baudson (* 1976 in Koblenz) ist eine deutsche Psychologin und Begabungsforscherin. Schwerpunkte ihrer wissenschaftlichen Arbeit sind die Themen Hochbegabung, Kreativität und Intelligenz. 2018 wurde sie vom Deutschen Hochschulverband als Hochschullehrerin des Jahres ausgezeichnet.

## Werdegang
Baudson studierte Romanistik und Amerikanistik an der Universität Bonn und an der Sorbonne in Paris (Abschluss 2002 mit dem Magister) sowie Psychologie in Bonn und Gold Coast (Australien). Dieses Studium schloss sie 2005 mit dem Diplom ab. 2007 verbrachte sie ein Semester als Visiting Scholar in Japan. 2011 wurde sie an der Universität Trier mit summa cum laude zur Dr. rer. nat. promoviert. Nach einem Forschungsaufenthalt beim Educational Testing Service in Princeton, Professurvertretungen an der Universität Duisburg-Essen, der Technischen Universität Dortmund und der Université de Luxembourg sowie Professuren an der Hochschule Fresenius Heidelberg sowie der Vinzenz Pallotti University bekleidet sie die Professur für Psychologische Diagnostik, Differentielle Psychologie und Psychologische Methoden an der Charlotte Fresenius Hochschule in Wiesbaden.
Schwerpunkte ihrer wissenschaftlichen Arbeit sind die Bereiche Hochbegabung, Kreativität und Intelligenz. Sie entwickelte zwei standardisierte Intelligenztests: einen Test zur Erfassung der allgemeinen kognitiven Leistungsfähigkeit bei Grundschulkindern der Klassen 1–4 sowie ein Intelligenz-Screening, das in der sehr kurzen Testzeit von nur drei Minuten eine recht genaue Einschätzung der Intelligenz der Testperson erlaubt. Auf besonderes Interesse stieß ihre Untersuchung zu Vorurteilen gegenüber Hochbegabten. Baudson leitet die Fachgruppe „Begabung“ der Deutschen Gesellschaft für Positiv-Psychologische Forschung (DGPPF).
2017 war sie eine der Initiatoren und zentrale Koordinatorin des March for Science in Deutschland, bei dem in 22 Städten insgesamt 37.000 Menschen für die Freiheit der Wissenschaft demonstrierten. Sie ist Vorsitzende des gemeinnützigen Vereins March for Science e.V. 2022 wurde sie zur Vorsitzenden des Hochbegabtenvereins Mensa in Deutschland gewählt
und war in dieser Funktion bis 2024 tätig. Diese Wahl wurde 2024 wegen Formfehlern für ungültig erklärt; Baudson wurde aber 2025 erneut in den Mensa-Vorstand gewählt.
2020 war sie Gründungsbeirätin des Hans-Albert-Instituts. Seit 2021 ist sie Stiftungsrätin der Karg-Stiftung.

## Auszeichnungen und Ehrungen (Auswahl)
- Innovationspreis der DGPPF 2018[16]
- Hochschullehrerin des Jahres 2018
- „bestes Wissenschaftsblog 2016“ für Baudsons Blog „Hochbegabung“ auf dem wissenschaftlichen Blogportal SciLogs[17]
- Award for Excellence in Research der Mensa Foundation 2014/15 sowie 2016/17[18][19]
- Dissertationspreis der Universität Trier 2012 (dotiert mit 2.000 Euro)[20]
- Lehrpreis des Landes Rheinland-Pfalz (dotiert mit 10.000 Euro)[21]

## Veröffentlichungen (Auswahl)
- (mit Martin Dresler, Hg.): Kreativität und Innovation. Hirzel, Stuttgart 2008, ISBN 978-3-7776-1631-5
- Gedächtnis trainieren. Compact Verlag, München 2010, 2. Auflage, ISBN 978-3-8174-9021-9
- (mit Martin Dresler, Hg.): Kreativität. Beiträge aus den Natur- und Geisteswissenschaften. Hirzel, Stuttgart 2008, ISBN 978-3-7776-1630-8.
- (mit Franzis Preckel): Hochbegabung. Erkennen, Verstehen, Fördern. C.H. Beck, München 2013, ISBN 978-3-406-65333-9
- The Mad Genius Stereotype: Still Alive and Well. Frontiers in Psychology, 7, doi.org/10.3389/fpsyg.2016.00368.
- (mit Heinz Holling, Franzis Preckel u. a.): Begabte Kinder finden und fördern. Broschüre des Bundesministeriums für Bildung und Forschung.
- (mit Preckel und Wollschläger) THINK 1-4. Test zur Erfassung der Intelligenz im Grundschulalter. Hogrefe, Göttingen 2013.
- (mit Julia Haager, Hg.) Kreativität in der Schule – finden, fördern, leben. Springer, Wiesbaden 2019, ISBN 978-3-658-22969-6